# Felix van Bourbon-Parma
Felix Marie Vincent (Schwarzau am Steinfeld, Neder-Oostenrijk, 28 september 1893 - Luxemburg, 8 april 1970) prins van Luxemburg, prins van Bourbon-Parma, was de prins-gemaal van groothertogin Charlotte van Luxemburg en de vader van groothertog Jean.
Als zoon van de laatste soeverein van Parma, de in 1859 verdreven hertog Robert I en zijn tweede echtgenote Maria Antonia van Bragança, groeide hij op in Oostenrijk-Hongarije waar zijn zus Zita keizerin was. Felix was het 18de kind van de 24 kinderen van zijn vader (in twee huwelijken). Hij diende tot 1918 in het Oostenrijkse leger en trad op 6 november 1919 in het huwelijk met zijn nicht groothertogin Charlotte, die op dat moment 9 maanden op de troon zat. Ter gelegenheid van het huwelijk werd hij genaturaliseerd tot Luxemburger en kreeg hij de titels van prins van Luxemburg en prins van Nassau. Van 1923 tot 1932 was hij voorzitter van het Luxemburgse Rode Kruis.
Bij de Duitse inval op 10 mei 1940 vluchtte hij met zijn gezin naar de Verenigde Staten en daarna naar Montreal. In 1945 keerden zij terug en in 1947 nam hij het voorzitterschap van het Rode Kruis weer op zich (tot 1969). Charlotte droeg in 1961 de regering over aan de troonopvolger Jean en trad in 1964 ten gunste van hem af - dit tot Felix' grote ergernis. Charlotte en Felix trokken zich terug op het kasteel Fischbach. In 1969, ter gelegenheid van hun gouden huwelijksverjaardag, ontvingen Charlotte en Felix het Kruis van de Ordre de la Résistance. Felix stierf op 8 april 1970 op het kasteel Fischbach.
Zijn graftombe bevindt zich in de Nassau-crypte van de kathedraal van Luxemburg.

## Kinderen
- Jan van Luxemburg (5 januari 1921 - 23 april 2019), trouwde met Josephine Charlotte van België (11 oktober 1927 – 10 januari 2005)
- Elisabeth van Luxemburg (22 december 1922 – 22 november 2011), trouwde met Frans Ferdinand van Hohenberg (13 september 1927 - 16 augustus 1977), zoon van Maximiliaan van Hohenberg
- Marie Adelheid van Luxemburg (21 mei 1924 – 28 februari 2007), trouwde met Karl Josef graaf Henckel von Donnersmarck (7 november 1928 – 16 april 2008)
- Marie Gabriëlle van Luxemburg (2 augustus 1925 - 10 februari 2023), trouwde met Knud van Holstein-Ledreborg (2 oktober 1919 – 25 juni 2001)
- Karel van Luxemburg (7 augustus 1927 – 24 juli 1977), trouwde met Joan Douglas-Dillon (31 januari 1935)
- Alix van Luxemburg (24 augustus 1929 – 11 februari 2019), trouwde met Antoine, 13e prins van Ligne (8 maart 1925 – 21 augustus 2005)

## Kwartierstaat
| Karel II van Bourbon-Parma (1799-1883) | Karel II van Bourbon-Parma (1799-1883) | Karel II van Bourbon-Parma (1799-1883) | Karel II van Bourbon-Parma (1799-1883) | Karel II van Bourbon-Parma (1799-1883)  | Karel II van Bourbon-Parma (1799-1883)  | Maria Theresia van Sardinië (1803-1879) | Maria Theresia van Sardinië (1803-1879) | Maria Theresia van Sardinië (1803-1879) | Maria Theresia van Sardinië (1803-1879) | Maria Theresia van Sardinië (1803-1879) | Maria Theresia van Sardinië (1803-1879) |                                        |                                        | Karel Ferdinand van Berry (1778−1820)  | Karel Ferdinand van Berry (1778−1820)  | Karel Ferdinand van Berry (1778−1820)  | Karel Ferdinand van Berry (1778−1820)  | Karel Ferdinand van Berry (1778−1820)  | Karel Ferdinand van Berry (1778−1820)  | Maria Carolina van Bourbon-Sicilië (1798−1870) | Maria Carolina van Bourbon-Sicilië (1798−1870) | Maria Carolina van Bourbon-Sicilië (1798−1870) | Maria Carolina van Bourbon-Sicilië (1798−1870) | Maria Carolina van Bourbon-Sicilië (1798−1870) | Maria Carolina van Bourbon-Sicilië (1798−1870) |                                     |                                     | Johan VI van Portugal (1767-1826)   | Johan VI van Portugal (1767-1826)   | Johan VI van Portugal (1767-1826) | Johan VI van Portugal (1767-1826) | Johan VI van Portugal (1767-1826)  | Johan VI van Portugal (1767-1826)  | Charlotte Joachime van Bourbon (1775-1830) | Charlotte Joachime van Bourbon (1775-1830) | Charlotte Joachime van Bourbon (1775-1830) | Charlotte Joachime van Bourbon (1775-1830) | Charlotte Joachime van Bourbon (1775-1830) | Charlotte Joachime van Bourbon (1775-1830) |                                        |                                        | Constantijn van Löwenstein-Wertheim-Rosenberg (1802–1838) | Constantijn van Löwenstein-Wertheim-Rosenberg (1802–1838) | Constantijn van Löwenstein-Wertheim-Rosenberg (1802–1838) | Constantijn van Löwenstein-Wertheim-Rosenberg (1802–1838) | Constantijn van Löwenstein-Wertheim-Rosenberg (1802–1838) | Constantijn van Löwenstein-Wertheim-Rosenberg (1802–1838) | Maria Agnes Henriette van Hohenlohe-Langenburg (1804–1835)     | Maria Agnes Henriette van Hohenlohe-Langenburg (1804–1835)     | Maria Agnes Henriette van Hohenlohe-Langenburg (1804–1835)     | Maria Agnes Henriette van Hohenlohe-Langenburg (1804–1835)     | Maria Agnes Henriette van Hohenlohe-Langenburg (1804–1835)     | Maria Agnes Henriette van Hohenlohe-Langenburg (1804–1835)     |  |  |  |  |  |  |  |  |  |  |  |  |  |  |  |  |  |  |  |  |  |  |  |  |  |  |  |  |  |  |  |  |  |  |  |  |  |  |  |  |  |  |  |  |  |  |  |  |
| Karel II van Bourbon-Parma (1799-1883) | Karel II van Bourbon-Parma (1799-1883) | Karel II van Bourbon-Parma (1799-1883) | Karel II van Bourbon-Parma (1799-1883) | Karel II van Bourbon-Parma (1799-1883)  | Karel II van Bourbon-Parma (1799-1883)  | Maria Theresia van Sardinië (1803-1879) | Maria Theresia van Sardinië (1803-1879) | Maria Theresia van Sardinië (1803-1879) | Maria Theresia van Sardinië (1803-1879) | Maria Theresia van Sardinië (1803-1879) | Maria Theresia van Sardinië (1803-1879) |                                        |                                        | Karel Ferdinand van Berry (1778−1820)  | Karel Ferdinand van Berry (1778−1820)  | Karel Ferdinand van Berry (1778−1820)  | Karel Ferdinand van Berry (1778−1820)  | Karel Ferdinand van Berry (1778−1820)  | Karel Ferdinand van Berry (1778−1820)  | Maria Carolina van Bourbon-Sicilië (1798−1870) | Maria Carolina van Bourbon-Sicilië (1798−1870) | Maria Carolina van Bourbon-Sicilië (1798−1870) | Maria Carolina van Bourbon-Sicilië (1798−1870) | Maria Carolina van Bourbon-Sicilië (1798−1870) | Maria Carolina van Bourbon-Sicilië (1798−1870) |                                     |                                     | Johan VI van Portugal (1767-1826)   | Johan VI van Portugal (1767-1826)   | Johan VI van Portugal (1767-1826) | Johan VI van Portugal (1767-1826) | Johan VI van Portugal (1767-1826)  | Johan VI van Portugal (1767-1826)  | Charlotte Joachime van Bourbon (1775-1830) | Charlotte Joachime van Bourbon (1775-1830) | Charlotte Joachime van Bourbon (1775-1830) | Charlotte Joachime van Bourbon (1775-1830) | Charlotte Joachime van Bourbon (1775-1830) | Charlotte Joachime van Bourbon (1775-1830) |                                        |                                        | Constantijn van Löwenstein-Wertheim-Rosenberg (1802–1838) | Constantijn van Löwenstein-Wertheim-Rosenberg (1802–1838) | Constantijn van Löwenstein-Wertheim-Rosenberg (1802–1838) | Constantijn van Löwenstein-Wertheim-Rosenberg (1802–1838) | Constantijn van Löwenstein-Wertheim-Rosenberg (1802–1838) | Constantijn van Löwenstein-Wertheim-Rosenberg (1802–1838) | Maria Agnes Henriette van Hohenlohe-Langenburg (1804–1835)     | Maria Agnes Henriette van Hohenlohe-Langenburg (1804–1835)     | Maria Agnes Henriette van Hohenlohe-Langenburg (1804–1835)     | Maria Agnes Henriette van Hohenlohe-Langenburg (1804–1835)     | Maria Agnes Henriette van Hohenlohe-Langenburg (1804–1835)     | Maria Agnes Henriette van Hohenlohe-Langenburg (1804–1835)     |  |  |  |  |  |  |  |  |  |  |  |  |  |  |  |  |  |  |  |  |  |  |  |  |  |  |  |  |  |  |  |  |  |  |  |  |  |  |  |  |  |  |  |  |  |  |  |  |
|                                        |                                        |                                        |                                        |                                         |                                         |                                         |                                         |                                         |                                         |                                         |                                         |                                        |                                        |                                        |                                        |                                        |                                        |                                        |                                        |                                                |                                                |                                                |                                                |                                                |                                                |                                     |                                     |                                     |                                     |                                   |                                   |                                    |                                    |                                            |                                            |                                            |                                            |                                            |                                            |                                        |                                        |                                                           |                                                           |                                                           |                                                           |                                                           |                                                           |                                                                |                                                                |                                                                |                                                                |                                                                |                                                                |  |  |  |  |  |  |  |  |  |  |  |  |  |  |  |  |  |  |  |  |  |  |  |  |  |  |  |  |  |  |  |  |  |  |  |  |  |  |  |  |  |  |  |  |  |  |  |  |
|                                        |                                        |                                        |                                        | Karel III van Bourbon-Parma (1823-1854) | Karel III van Bourbon-Parma (1823-1854) | Karel III van Bourbon-Parma (1823-1854) | Karel III van Bourbon-Parma (1823-1854) | Karel III van Bourbon-Parma (1823-1854) | Karel III van Bourbon-Parma (1823-1854) |                                         |                                         |                                        |                                        |                                        |                                        | Louise Maria van Frankrijk (1819-1864) | Louise Maria van Frankrijk (1819-1864) | Louise Maria van Frankrijk (1819-1864) | Louise Maria van Frankrijk (1819-1864) | Louise Maria van Frankrijk (1819-1864)         | Louise Maria van Frankrijk (1819-1864)         |                                                |                                                |                                                |                                                |                                     |                                     |                                     |                                     |                                   |                                   | Michaël I van Portugal (1802-1866) | Michaël I van Portugal (1802-1866) | Michaël I van Portugal (1802-1866)         | Michaël I van Portugal (1802-1866)         | Michaël I van Portugal (1802-1866)         | Michaël I van Portugal (1802-1866)         |                                            |                                            |                                        |                                        |                                                           |                                                           | Adelheid van Löwenstein- Wertheim-Rosenberg (1831-1909)   | Adelheid van Löwenstein- Wertheim-Rosenberg (1831-1909)   | Adelheid van Löwenstein- Wertheim-Rosenberg (1831-1909)   | Adelheid van Löwenstein- Wertheim-Rosenberg (1831-1909)   | Adelheid van Löwenstein- Wertheim-Rosenberg (1831-1909)        | Adelheid van Löwenstein- Wertheim-Rosenberg (1831-1909)        |                                                                |                                                                |                                                                |                                                                |  |  |  |  |  |  |  |  |  |  |  |  |  |  |  |  |  |  |  |  |  |  |  |  |  |  |  |  |  |  |  |  |  |  |  |  |  |  |  |  |  |  |  |  |  |  |  |  |
|                                        |                                        |                                        |                                        | Karel III van Bourbon-Parma (1823-1854) | Karel III van Bourbon-Parma (1823-1854) | Karel III van Bourbon-Parma (1823-1854) | Karel III van Bourbon-Parma (1823-1854) | Karel III van Bourbon-Parma (1823-1854) | Karel III van Bourbon-Parma (1823-1854) |                                         |                                         |                                        |                                        |                                        |                                        | Louise Maria van Frankrijk (1819-1864) | Louise Maria van Frankrijk (1819-1864) | Louise Maria van Frankrijk (1819-1864) | Louise Maria van Frankrijk (1819-1864) | Louise Maria van Frankrijk (1819-1864)         | Louise Maria van Frankrijk (1819-1864)         |                                                |                                                |                                                |                                                |                                     |                                     |                                     |                                     |                                   |                                   | Michaël I van Portugal (1802-1866) | Michaël I van Portugal (1802-1866) | Michaël I van Portugal (1802-1866)         | Michaël I van Portugal (1802-1866)         | Michaël I van Portugal (1802-1866)         | Michaël I van Portugal (1802-1866)         |                                            |                                            |                                        |                                        |                                                           |                                                           | Adelheid van Löwenstein- Wertheim-Rosenberg (1831-1909)   | Adelheid van Löwenstein- Wertheim-Rosenberg (1831-1909)   | Adelheid van Löwenstein- Wertheim-Rosenberg (1831-1909)   | Adelheid van Löwenstein- Wertheim-Rosenberg (1831-1909)   | Adelheid van Löwenstein- Wertheim-Rosenberg (1831-1909)        | Adelheid van Löwenstein- Wertheim-Rosenberg (1831-1909)        |                                                                |                                                                |                                                                |                                                                |  |  |  |  |  |  |  |  |  |  |  |  |  |  |  |  |  |  |  |  |  |  |  |  |  |  |  |  |  |  |  |  |  |  |  |  |  |  |  |  |  |  |  |  |  |  |  |  |
|                                        |                                        |                                        |                                        |                                         |                                         |                                         |                                         |                                         |                                         | Robert I van Bourbon-Parma (1848-1907)  | Robert I van Bourbon-Parma (1848-1907)  | Robert I van Bourbon-Parma (1848-1907) | Robert I van Bourbon-Parma (1848-1907) | Robert I van Bourbon-Parma (1848-1907) | Robert I van Bourbon-Parma (1848-1907) |                                        |                                        |                                        |                                        |                                                |                                                |                                                |                                                |                                                |                                                |                                     |                                     |                                     |                                     |                                   |                                   |                                    |                                    |                                            |                                            |                                            |                                            | Maria Antonia van Bragança (1862-1959)     | Maria Antonia van Bragança (1862-1959)     | Maria Antonia van Bragança (1862-1959) | Maria Antonia van Bragança (1862-1959) | Maria Antonia van Bragança (1862-1959)                    | Maria Antonia van Bragança (1862-1959)                    |                                                           |                                                           |                                                           |                                                           |                                                                |                                                                |                                                                |                                                                |                                                                |                                                                |  |  |  |  |  |  |  |  |  |  |  |  |  |  |  |  |  |  |  |  |  |  |  |  |  |  |  |  |  |  |  |  |  |  |  |  |  |  |  |  |  |  |  |  |  |  |  |  |
|                                        |                                        |                                        |                                        |                                         |                                         |                                         |                                         |                                         |                                         | Robert I van Bourbon-Parma (1848-1907)  | Robert I van Bourbon-Parma (1848-1907)  | Robert I van Bourbon-Parma (1848-1907) | Robert I van Bourbon-Parma (1848-1907) | Robert I van Bourbon-Parma (1848-1907) | Robert I van Bourbon-Parma (1848-1907) |                                        |                                        |                                        |                                        |                                                |                                                |                                                |                                                |                                                |                                                |                                     |                                     |                                     |                                     |                                   |                                   |                                    |                                    |                                            |                                            |                                            |                                            | Maria Antonia van Bragança (1862-1959)     | Maria Antonia van Bragança (1862-1959)     | Maria Antonia van Bragança (1862-1959) | Maria Antonia van Bragança (1862-1959) | Maria Antonia van Bragança (1862-1959)                    | Maria Antonia van Bragança (1862-1959)                    |                                                           |                                                           |                                                           |                                                           |                                                                |                                                                |                                                                |                                                                |                                                                |                                                                |  |  |  |  |  |  |  |  |  |  |  |  |  |  |  |  |  |  |  |  |  |  |  |  |  |  |  |  |  |  |  |  |  |  |  |  |  |  |  |  |  |  |  |  |  |  |  |  |
|                                        |                                        |                                        |                                        |                                         |                                         |                                         |                                         |                                         |                                         |                                         |                                         |                                        |                                        |                                        |                                        |                                        |                                        |                                        |                                        |                                                |                                                |                                                |                                                |                                                |                                                |                                     |                                     |                                     |                                     |                                   |                                   |                                    |                                    |                                            |                                            |                                            |                                            |                                            |                                            |                                        |                                        |                                                           |                                                           |                                                           |                                                           |                                                           |                                                           |                                                                |                                                                |                                                                |                                                                |                                                                |                                                                |  |  |  |  |  |  |  |  |  |  |  |  |  |  |  |  |  |  |  |  |  |  |  |  |  |  |  |  |  |  |  |  |  |  |  |  |  |  |  |  |  |  |  |  |  |  |  |  |
|                                        |                                        |                                        |                                        |                                         |                                         |                                         |                                         |                                         |                                         |                                         |                                         |                                        |                                        |                                        |                                        |                                        |                                        |                                        |                                        |                                                |                                                |                                                |                                                |                                                |                                                |                                     |                                     |                                     |                                     |                                   |                                   |                                    |                                    |                                            |                                            |                                            |                                            |                                            |                                            |                                        |                                        |                                                           |                                                           |                                                           |                                                           |                                                           |                                                           |                                                                |                                                                |                                                                |                                                                |                                                                |                                                                |  |  |  |  |  |  |  |  |  |  |  |  |  |  |  |  |  |  |  |  |  |  |  |  |  |  |  |  |  |  |  |  |  |  |  |  |  |  |  |  |  |  |  |  |  |  |  |  |
| Sixtus van Bourbon-Parma (1886-1934)   | Sixtus van Bourbon-Parma (1886-1934)   | Sixtus van Bourbon-Parma (1886-1934)   | Sixtus van Bourbon-Parma (1886-1934)   | Sixtus van Bourbon-Parma (1886-1934)    | Sixtus van Bourbon-Parma (1886-1934)    |                                         |                                         | Xavier van Bourbon-Parma (1889-1977)    | Xavier van Bourbon-Parma (1889-1977)    | Xavier van Bourbon-Parma (1889-1977)    | Xavier van Bourbon-Parma (1889-1977)    | Xavier van Bourbon-Parma (1889-1977)   | Xavier van Bourbon-Parma (1889-1977)   |                                        |                                        | Zita van Bourbon-Parma (1892-1989)     | Zita van Bourbon-Parma (1892-1989)     | Zita van Bourbon-Parma (1892-1989)     | Zita van Bourbon-Parma (1892-1989)     | Zita van Bourbon-Parma (1892-1989)             | Zita van Bourbon-Parma (1892-1989)             |                                                |                                                | Felix van Bourbon-Parma (1893-1970)            | Felix van Bourbon-Parma (1893-1970)            | Felix van Bourbon-Parma (1893-1970) | Felix van Bourbon-Parma (1893-1970) | Felix van Bourbon-Parma (1893-1970) | Felix van Bourbon-Parma (1893-1970) |                                   |                                   | René van Bourbon-Parma (1894-1962) | René van Bourbon-Parma (1894-1962) | René van Bourbon-Parma (1894-1962)         | René van Bourbon-Parma (1894-1962)         | René van Bourbon-Parma (1894-1962)         | René van Bourbon-Parma (1894-1962)         |                                            |                                            | Lodewijk van Bourbon-Parma (1899-1967) | Lodewijk van Bourbon-Parma (1899-1967) | Lodewijk van Bourbon-Parma (1899-1967)                    | Lodewijk van Bourbon-Parma (1899-1967)                    | Lodewijk van Bourbon-Parma (1899-1967)                    | Lodewijk van Bourbon-Parma (1899-1967)                    |                                                           |                                                           | ... + 5 zusters en 1 broer (en 10 halfzusters en 4 halfbroers) | ... + 5 zusters en 1 broer (en 10 halfzusters en 4 halfbroers) | ... + 5 zusters en 1 broer (en 10 halfzusters en 4 halfbroers) | ... + 5 zusters en 1 broer (en 10 halfzusters en 4 halfbroers) | ... + 5 zusters en 1 broer (en 10 halfzusters en 4 halfbroers) | ... + 5 zusters en 1 broer (en 10 halfzusters en 4 halfbroers) |  |  |  |  |  |  |  |  |  |  |  |  |  |  |  |  |  |  |  |  |  |  |  |  |  |  |  |  |  |  |  |  |  |  |  |  |  |  |  |  |  |  |  |  |  |  |  |  |